# Tabuarorae Taniera
Tabuarorae Taniera – kiribatyjski polityk. 
Reprezentant okręgu Banaba. W latach 1979–1982, członek kiribatyjskiego parlamentu.